# Paramimus
Paramimus là một chi bướm ngày thuộc họ Bướm nâu.